# Microsema seriaria
Microsema seriaria är en fjärilsart som beskrevs av Achille Guenée 1858. Microsema seriaria ingår i släktet Microsema och familjen mätare. Inga underarter finns listade i Catalogue of Life.